# Gorah Salathian
Gorah Salathian é uma cidade e uma notified area committee no distrito de Jammu, no estado indiano de Jammu e Kashmir.

## Demografia
Segundo o censo de 2001, Gorah Salathian tinha uma população de 4121 habitantes. Os indivíduos do sexo masculino constituem 51% da população e os do sexo feminino 49%. Gorah Salathian tem uma taxa de literacia de 82%, superior à média nacional de 59,5%: a literacia no sexo masculino é de 86% e no sexo feminino é de 77%. Em Gorah Salathian, 10% da população está abaixo dos 6 anos de idade.